# سبال برمودي
سبال برمودي (الاسم العلمي: Sabal bermudana) هو نوع نباتي يتبع جنس السبال من فصيلة الفوفلية.